# 溢河乡
溢河乡是中国陕西省安康市岚皋县下辖的一个乡。

## 行政区划
溢河乡下辖以下行政区：
溢河村、新湾村、高桥村、宏大村、佘家梁村、展望村、台子村、天池村、新建村